# Maxime Talbot

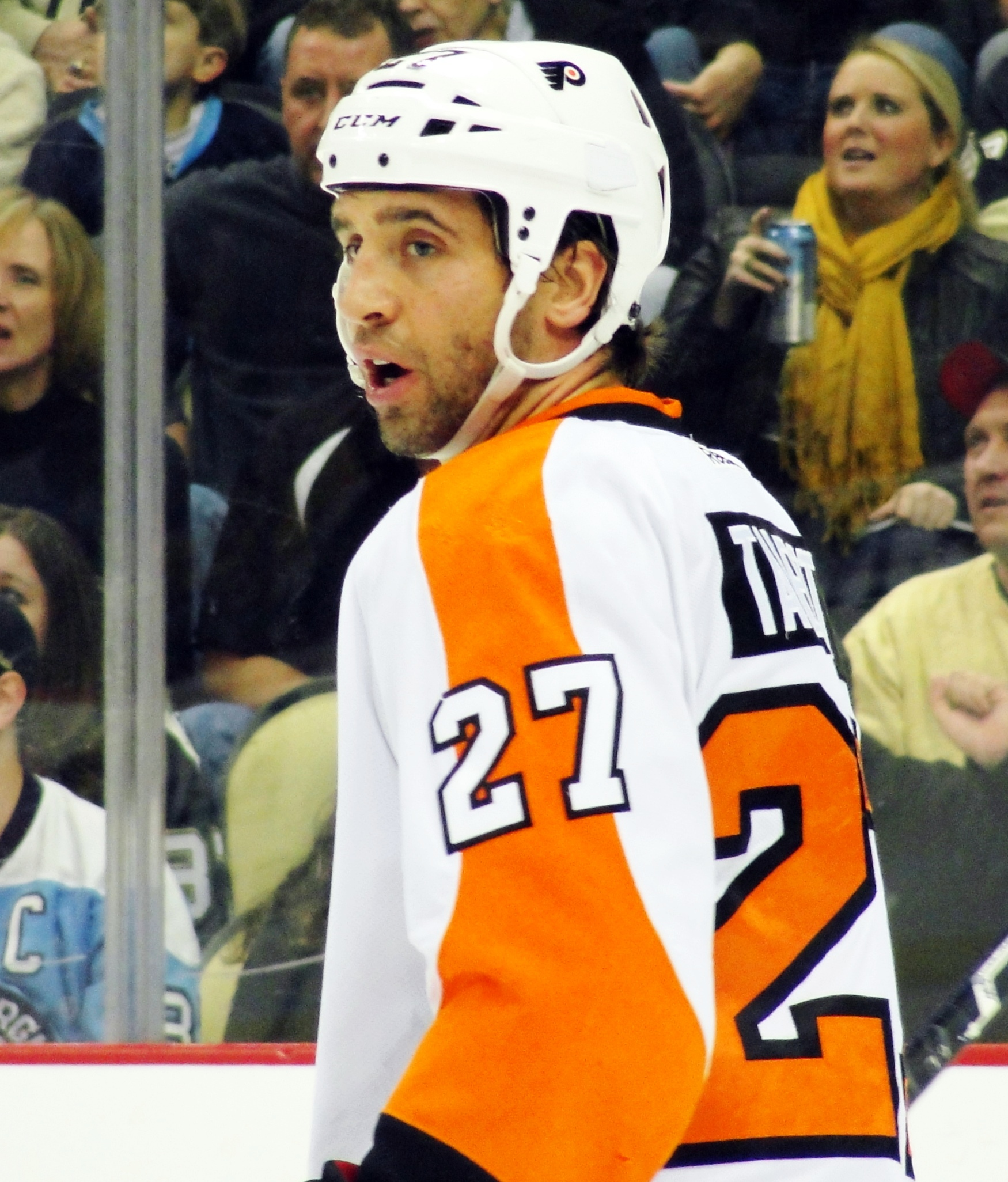
Maxime Talbot i Philadelphia Flyers.

Maxime "Max" Talbot, född 11 februari 1984 i LeMoyne, Québec, är en kanadensisk fd professionell ishockeyspelare som senast spelade för Avangard Omsk i KHL. Han har tidigare spelat för Pittsburgh Penguins, Philadelphia Flyers, Colorado Avalanche och Boston Bruins i NHL

## Spelarkarriär
Talbot draftades av Pittsburgh Penguins som 234:e spelare totalt i NHL-draften 2002 men debuterade inte förrän säsongen 2005-06. Han vann Stanley Cup med Penguins 2009. Som kontraktlös efter säsongen 2010-11 skrev Talbot på ett femårskontrakt med Philadelphia Flyers den 1 juli 2011. Under NHL-lockouten 2013 spelade Talbot för Ilves i finska högsta-ligan SM-liiga.
31 oktober 2013 trejdades Talbot till Colorado Avalanche i utbyte mot Steve Downie. Talbot trejdades till Boston Bruins mot Jordan Caron vid trade-deadline 2 mars 2015.

## Statistik

### Klubbkarriär
| 2000–01    | Rouyn-Noranda Huskies          | QMJHL      | 40  | 9  | 15  | 24  | 78  | —  | —  | —  | —  | —   |
| 2000–01    | Hull Olympiques                | QMJHL      | 24  | 6  | 7   | 13  | 60  | 5  | 1  | 0  | 1  | 2   |
| 2001–02    | Hull Olympiques                | QMJHL      | 65  | 24 | 36  | 60  | 174 | 12 | 4  | 6  | 10 | 51  |
| 2002–03    | Hull Olympiques                | QMJHL      | 69  | 46 | 58  | 104 | 130 | 20 | 14 | 30 | 44 | 33  |
| 2003–04    | Gatineau Olympiques            | QMJHL      | 51  | 25 | 73  | 98  | 41  | 15 | 11 | 16 | 27 | 0   |
| 2004–05    | Wilkes-Barre/Scranton Penguins | AHL        | 75  | 7  | 12  | 19  | 62  | 11 | 0  | 1  | 1  | 22  |
| 2005–06    | Pittsburgh Penguins            | NHL        | 48  | 5  | 3   | 8   | 59  | —  | —  | —  | —  | —   |
| 2005–06    | Wilkes-Barre/Scranton Penguins | AHL        | 42  | 12 | 20  | 32  | 80  | 11 | 3  | 6  | 9  | 16  |
| 2006–07    | Pittsburgh Penguins            | NHL        | 75  | 13 | 11  | 24  | 53  | 5  | 0  | 1  | 1  | 7   |
| 2006–07    | Wilkes-Barre/Scranton Penguins | AHL        | 5   | 4  | 0   | 4   | 2   | —  | —  | —  | —  | —   |
| 2007–08    | Pittsburgh Penguins            | NHL        | 63  | 12 | 14  | 26  | 53  | 17 | 3  | 6  | 9  | 36  |
| 2008–09    | Pittsburgh Penguins            | NHL        | 75  | 12 | 10  | 22  | 63  | 24 | 8  | 5  | 13 | 19  |
| 2009–10    | Pittsburgh Penguins            | NHL        | 45  | 2  | 5   | 7   | 30  | 13 | 2  | 4  | 6  | 11  |
| 2010–11    | Pittsburgh Penguins            | NHL        | 82  | 8  | 13  | 21  | 66  | 7  | 1  | 3  | 4  | 14  |
| 2011–12    | Philadelphia Flyers            | NHL        | 81  | 19 | 15  | 34  | 59  | 11 | 4  | 2  | 6  | 10  |
| 2012–13    | Ilves                          | SM-l       | 12  | 3  | 3   | 6   | 34  | —  | —  | —  | —  | —   |
| 2012–13    | Philadelphia Flyers            | NHL        | 35  | 5  | 5   | 10  | 23  | —  | —  | —  | —  | —   |
| 2013–14    | Philadelphia Flyers            | NHL        | 11  | 1  | 1   | 2   | 2   | —  | —  | —  | —  | —   |
| 2013–14    | Colorado Avalanche             | NHL        | 70  | 7  | 18  | 25  | 43  | 7  | 0  | 0  | 0  | 4   |
| 2014–15    | Colorado Avalanche             | NHL        | 61  | 4  | 10  | 14  | 27  | —  | —  | —  | —  | —   |
| 2014–15    | Boston Bruins                  | NHL        | 18  | 0  | 3   | 3   | 2   | —  | —  | —  | —  | —   |
| NHL totalt | NHL totalt                     | NHL totalt | 666 | 89 | 108 | 197 | 480 | 83 | 18 | 21 | 39 | 101 |